# Чингі-Лінгі
Чингі-Лінгі (хорв. Čingi-Lingi) — населений пункт у Хорватії, в Копривницько-Крижевецькій жупанії у складі громади Молве.

## Населення
Населення за даними перепису 2011 року становило 9 осіб.
Динаміка чисельності населення поселення: